# Spalen
De Spalen (Latijns Spalei) waren een nomadisch ruitervolk van Aziatische of Sarmatische oorsprong, dat rondtrok in de uitgestrekte steppe ten oosten van de Dnjepr. Omstreeks 200 na Chr. werden zij verslagen door de Goten.